# Li Heping
Li Heping (chinesisch 李和平, Pinyin Lǐ Hépíng) ist Rechtsanwalt in der Volksrepublik China und Partner der Pekinger Globalen Anwaltskanzlei. Verheiratet ist Li mit der Juristin Wang Qiaoling (王峭嶺). Li ist eine bekannte Persönlichkeit der chinesischen Bewegung Weiquan (Rechtsverteidigung) und verteidigte untergetauchte Christen, verfolgte Falun-Gong-Praktizierende, Dissidentenschriftsteller und Opfer von Zwangsräumungen. Er wurde am 10. Juli 2015 verhaftet. Nach 19 Monaten Haft wurde er am 25. April 2017 wieder freigelassen und zu einer Bewährungsstrafe wegen „Subversion der Staatsgewalt“ verurteilt.

## Advokatur
Li begann seine Karriere in der Zivilrechtsverteidigung in den späten Neunzigern und erwies sich als engagierter Kritiker der Politik und Praktik der Kommunistischen Partei Chinas gegen nicht registrierte religiöse Gruppen. Er appellierte im Namen anderer prominenter Weiquan-Rechtsanwälte, wie Chen Guangcheng und Gao Zhisheng, und verteidigte den Dissidenten Yang Zili und den Umweltaktivist Tan Kai. Li nahm sich auch der Opfer der erzwungenen Landbeschlagnahmungen in China an und verteidigte diese. Li betrachtet sich als Christ und ist Mitglied der Redaktionsleitung für das Journal Chinese Law and Religion Monitor, das vom Hilfsverein China herausgegeben wird.

## Belästigung und Inhaftierung
Wie bei vielen chinesischen Menschenrechtsaktivisten und Dissidenten unterliegt Li verschiedenen Formen der Einschüchterung und Belästigung durch chinesische Sicherheitskräfte. Am 28. September 2007 wurde Li und seiner Familie durch das Pekinger Amt für öffentliche Sicherheit gedroht, Peking verlassen zu müssen. Am darauffolgenden Tag, am 29. September, wurde er von 12 Männern in Zivilkleidung entführt und acht Stunden lang festgehalten. Li soll von diesen Männern mit Elektroschockern misshandelt und geschlagen worden sein, während sie ihn ständig aufforderten, Peking zu verlassen. Anschließend wurde Li in einem Wald freigelassen. Nach Hause zurückgekehrt, musste er feststellen, dass sein Haus geplündert, seine Anwaltszulassung gestohlen und sein Computer neu formatiert worden war. Als Li am 31. Mai 2010 versuchte, den Rechtsanwalt Tang Jitian zu besuchen, wurde er von Sicherheitskräften erneut entführt und verhört. Im Jahr 2011 sagte Li der Zeitung USA Today in einem Interview, dass sein Haus unter ständiger Überwachung stehe, und ihm bis zu vier Polizisten folgen, wohin er auch gehe.

## Verhaftung 2015
Li wurde am 10. Juli 2015 in seinem Rechtsanwaltsbüro von mehreren Personen in Zivilkleidung – offensichtlich Angestellten der Staatssicherheitsdienste – ohne nähere Erklärungen verhaftet. Diese brachten ihn nach Hause, wo er nur noch seine Haustürschlüssel an seine Ehefrau übergeben konnte, bevor er wieder abgeführt wurde. In den Tagen nach seinem Verschwinden versuchten zwei andere Anwälte, den Ort seiner Haft ausfindig zu machen. Sie suchten Polizeistationen und Haftanstalten in Nordchina auf, wo er möglicherweise festgehalten wurde. Seine Assistentin Zhao Wei wurde um die gleiche Zeit entführt. Lis Ehefrau Wang Qiaoling erkundigte sich bei verschiedenen Behörden über den Verbleib ihres Ehemannes, erhielt jedoch keine Auskünfte. Kurze Zeit später fand eine Hausdurchsuchung statt, bei der verschiedene Gegenstände (Bücher, Telefone, Computer etc.) aus dem Besitz Lis konfisziert wurden. In der folgenden Zeit wandte sich Frau Wang trotz Warnungen von offizieller Seite mehrfach an die internationale Presse, um auf das Schicksal ihres Mannes aufmerksam zu machen.

## Entlassung und Verurteilung 2017
Am 25. April 2017 wurde Li Heping wieder entlassen. Am 28. April 2017 gab der zweite mittlere Volksgerichtshof in Tianjin bekannt, dass er wegen Subversion zu einer dreijährigen Haftstrafe verurteilt worden war, die zur Bewährung für vier Jahre ausgesetzt wurde. In der Urteilsbegründung hieß es, dass Li seit 2008 soziale und ausländische Medien genutzt habe um „staatliche Organe und das Rechtssystem zu verunglimpfen und anzugreifen“. Er habe Gelder aus dem Ausland genutzt um „wichtige Fälle zu beeinflussen“ und habe mit etlichen anderen Personen die ebenfalls „subersive Ideen vertraten“ zusammengearbeitet. Darunter hätten sich Rechtsanwälte und Personen, die in „illegale religiöse Aktivitäten verwickelt“ waren, befunden. Zu seinen Haftbedingungen berichtete Li später, dass er einen Monat lang ununterbrochen eine Fessel getragen hatte, die Hand und Fuß so eng zusammengekettet habe, dass er sich nur in gebückter Haltung habe bewegen können.

## Internationale Anerkennung
Li hat eine Reihe internationaler Auszeichnungen in Anerkennung seiner Bürgerrechtsarbeit in China erhalten. Im Jahr 2008 wurde er Preisträger der Stiftung National Endowment for Democracy und erhielt den Demokratie-Preis für Religionsfreiheit, und im selben Jahr den Menschenrechtspreis vom The Council of Bars and Law Societies of Europe (CCBE) (Rat der Rechtsanwälte und Anwaltskanzleien Europas).

## Anwälte und Aktivisten in China inhaftiert
Am 22. Juli 2015 berichtete die New York Times, dass über 200 Anwälte und deren Verbündete im Zuge der 709-Verhaftungswelle eingesperrt wurden und sich immer noch viele in Gewahrsam befinden. Human Rights Watch berichtete am 3. April 2016, dass weitere Personen von den Behörden inhaftiert wurden, unter anderem die Rechtsanwälte Wang Yu, Zhou Shifeng, Li Shuyun und Xie Yanyi, sowie die juristische Assistentin Liu Sixin und die Aktivisten Hu Shigen und Gou Hongguo. Lis Ehefrau Wang Qiaoling, trat als Sprecherin der Familien der Menschenrechtsanwälte auf, die während der 709-Verhaftungswelle in China inhaftiert worden waren. Dafür wurde sie am 1. Dezember 2016 mit dem Deutsch-Französischen Menschenrechtspreis ausgezeichnet, was zu diplomatischen Verstimmungen zwischen Deutschland, Frankreich und China führte. Seit dem 2. Dezember ist Frau Wang nicht mehr erreichbar.